# Godfried van Brionne
Godfried van Brionne (ook genoemd Geoffroy Crispin) (stierf waarschijnlijk 1015) was aan het begin van de 11e eeuw mogelijk graaf van Eu.
Hij stamde uit de familie van de Rolloniden. Hij was de oudste zoon van Richard I, hertog van Normandië, en een van zijn bijvrouwen. Als bastaard deelde hij niet in de erfenis. Na de dood van zijn vader ontving hij van zijn broer Richard II het graafschap van Eu, hoewel de titel van graaf Brionne twijfelachtig is. Terwijl Ordericus Vitalis schreef dat zijn vader hem het kasteel en het graafschap Brionne gegeven heeft, spreekt Torigni alleen van het fort en niet van de bemoeienis van Richard II. Zeker is dat Godfried ten minste slotvoogd van Brionne was.

## Nakomelingen
Met een onbekende vrouw had hij een zoon, Gilbert van Brionne, de graaf van Eu, die hem ook als graaf van Brionne opvolgde. Via hem is Godfried van Brionne de stamvader van het huis Clare.